# Bob (Vorname)
Bob ist ein englischer männlicher Vorname.

## Herkunft und Bedeutung
Bob ist eine Kurzform von Robert. Der Name ist vor allem in den USA und Kanada verbreitet.

## Varianten

### Vorname
- Bobby
- Bobbie

### Familienname
- Bobbie

## Namensträger

### Vorname
- Bob Ackerman (1940/1941–2022), US-amerikanischer Jazzmusiker
- Bob Adams (Fußballspieler) (1917–1970), englischer Fußballspieler
- Bob Adams (Zehnkämpfer) (Robert Adams; 1924–2019), kanadischer Zehnkämpfer, Stabhochspringer und Hochspringer
- Bob Adams (Mittelstreckenläufer) (* 1942), britischer Mittelstreckenläufer
- Bob Addy (* 1941), britischer Radrennfahrer
- Bob Anderson (Fechter) (1922–2012), englischer Schauspieler und Fechter
- Bob Anderson (Rennfahrer) (1931–1967), britischer Automobil- und Motorradrennfahrer
- Bob Anderson (Dartspieler) (* 1947), englischer Dartspieler
- Bob Backlund (* 1949), US-amerikanischer Wrestler
- Bob Barker (1923–2023), US-amerikanischer Fernsehmoderator
- Bob Bartholomew (Gewichtheber) (* 1944), US-amerikanischer Gewichtheber
- Bob Bartholomew (Basketballspieler), US-amerikanischer Basketballspieler
- Bob Bartlett (1904–1968), US-amerikanischer Politiker
- Bob Beattie (1933–2018), US-amerikanischer Alpinskitrainer und Sportkommentator
- Bob Benny (1926–2011, eigentlich Emilius Wagemans), belgischer Sänger
- Bob Boilen (* 1953), US-amerikanischer Radiomoderator, Musiker und Autor
- Bob Breunig (* 1953), US-amerikanischer American-Football-Spieler
- Bob Bryan (* 1978), US-amerikanischer Tennisprofi
- Bob Bryar (1979–2024), US-amerikanischer Schlagzeuger bei My Chemical Romance
- Bob Burnquist (* 1976), brasilianischer Profiskater
- Bob Carlisle (* 1956), US-amerikanischer Sänger christlicher Popmusik
- Bob Cashell (1938–2020), US-amerikanischer Politiker
- Bob Chapek (* 1960), US-amerikanischer Manager und ehemaliger Chief Executive Officer der Walt Disney Company
- Bob Dole (1923–2021), US-amerikanischer Politiker
- Bob Dunn (1908–1971), US-amerikanischer Western-Swing-Gitarrist
- Bob Dylan (* 1941), US-amerikanischer Folk- und Rockmusiker
- Bob Eisenhardt, US-amerikanischer Filmregisseur, Filmeditor und Filmemacher
- Bob Etheridge (* 1941), US-amerikanischer Politiker
- Bob Ezrin (* 1949), kanadischer Musiker und Plattenproduzent
- Bob Fosse (1927–1987), US-amerikanischer Choreograf und Regisseur
- Bob Freedman (1934–2018), US-amerikanischer Jazzmusiker und Arrangeur
- Bob Fuller (1898-), US-amerikanischer Jazz-Saxophonist und Klarinettist
- Bob Geldof (* 1951), irischer Musiker
- Bob Gruen (* 1945), US-amerikanischer Fotograf
- Bob Gibson (Musiker) (1931–1996), US-amerikanischer Folkmusiker
- Bob Gibson (Baseballspieler) (1935–2020), US-amerikanischer Baseballspieler
- Bob Havens (* 1930), US-amerikanischer Jazzmusiker
- Bob Hayes (1942–2002), US-amerikanischer Leichtathlet und American-Football-Spieler
- Bob Hope (1903–2003), britischer Komiker, Schauspieler und Entertainer
- Bob Hoskins (1942–2014), britischer Schauspieler
- Bob Howard (Freestyle-Skier) (* 1955), US-amerikanischer Freestyle-Skier
- Bob Iger (* 1951), US-amerikanischer Manager und Chief Executive Officer der Walt Disney Company
- Bob Johnson (Synchronsprecher) (1920–1993), US-amerikanischer Synchronsprecher
- Bob Johnson (Rennfahrer) (1927–2008), US-amerikanischer Automobilrennfahrer
- Bob Johnson (Eishockeytrainer) (1931–1991), US-amerikanischer Eishockeytrainer
- Bob Kerrey (* 1943), US-amerikanischer Politiker, ehemaliger Gouverneur und Senator
- Bob Kindred (1940–2016), US-amerikanischer Jazzmusiker
- Bob Lockwood (1953–1989), US-amerikanischer Entertainer und Damenimitator
- Bob Marley (1945–1981), jamaikanischer Sänger, Gitarrist und Songschreiber
- Bob McKinlay (1932–2002), schottischer Fußballspieler
- Bob Mintzer (* 1953), US-amerikanischer Saxophonist und Klarinettist
- Bob Moore (1932–2021), US-amerikanischer Musiker
- Bob Murawski (* 1964), US-amerikanischer Filmeditor
- Bob Murray (Eishockeyspieler, 1954) (Robert Frederick Murray; * 1954), kanadischer Eishockeyspieler und -manager
- Bob Nolan (1908–1980), kanadischer Country-Sänger
- Bob Orr (* 1949), neuseeländischer Dichter
- Bob Persichetti (* 1973), US-amerikanischer Filmregisseur und Drehbuchautor
- Bob Rafelson (1933–2022), US-amerikanischer Filmregisseur
- Bob Ross (Maler) (1942–1995), US-amerikanischer Maler und Schauspieler
- Bob Ross (Dirigent) (* 1954), schottischer Musiker und Dirigent
- Bob Saget (1956–2022), US-amerikanischer Schauspieler, Comedian und Moderator
- Bob Seger (* 1945), US-amerikanischer Rockmusiker
- Bob Sinclar (* 1969), französischer Plattenproduzent und DJ
- Bob Spring (* 1984), Schweizer Country- und Blues-Musiker
- Bob Tetzlaff (1935–2012), US-amerikanischer Radrennfahrer
- Bob Vila (* 1946), kubanisch-US-amerikanischer Moderator
- Bob Weighton (1908–2020), britischer Altersrekordler
- Bob Weinstein (* 1954), US-amerikanischer Filmproduzent
- Bob Weir (* 1947), US-amerikanischer Sänger und Gitarrist
- Bob Wilber (1928–2019), US-amerikanischer Jazzmusiker
- Bob Wills (1905–1975), US-amerikanischer Country-Musiker, Bandleader und Begründer des Western Swing
- Bob Woodward (* 1943), US-amerikanischer Journalist
- Bob Young (* 1945), britischer Musiker und Schriftsteller
- Bob Zimny (1921–2011), US-amerikanischer American-Football-Spieler
- Bob Zurke (1912–1944), US-amerikanischer Jazz-Pianist, Komponist und Bandleader

### Tiere
- Bob, der Streuner; Katze aus dem gleichnamigen Roman von James Bowen

### Fiktive Namensträger
- Bob Andrews
- Bob der Baumeister
- Bob Morane
- Silent Bob in Jay and Silent Bob
- SpongeBob Schwammkopf
- Bob Stone

## Sonstiges
- Alice und Bob («A», «B»), eine fiktive Position im Sprachgebrauch der Kryptografen und bei Netzwerkprotokollen